# Gianni Lampis
Gianni Lampis (Cagliari, 31 maggio 1988) è un politico italiano, dal 13 ottobre 2022 deputato di Fratelli d'Italia per la XIX legislatura.

## Biografia
Nato a Cagliari, dove si laurea in scienze dei servizi giuridici presso la facoltà di scienze economiche, giuridiche e politiche dell'Università di Cagliari nel 2017, risiede da sempre ad Arbus.
Agli inizi del 2005 comincia la sua militanza politica, iscrivendosi ad Alleanza Nazionale di Gianfranco Fini, dove, oltre a fondare il circolo nel comune di Arbus, viene nominato commissario provinciale di Azione Giovani, l'organizzazione giovanile di AN, per poi esserne eletto presidente in occasione del congresso tenutosi nel febbraio 2007.
Dirigente provinciale di AG, con la confluenza di AN nel Popolo delle libertà nel 2009, a sua volta confluisce nella sua organizzazione giovanile Giovane Italia, di cui viene eletto presidente provinciale, oltre a ricoprire l'incarico di coordinatore comunale del PdL ad Arbus.
Nel 2010 viene eletto consigliere comunale ad Arbus, diventando vicesindaco e assessore alla pubblica istruzione, alle politiche giovanili, alla cultura e al volontariato. In quello stesso anno è stato anche vicepresidente del consiglio provinciale del Medio Campidano, carica che ha mantenuto fino al 2013.
A dicembre 2012 partecipa alla scissione del Popolo delle Libertà che porta alla fondazione di Fratelli d'Italia, con cui si candida alle elezioni regionali del 2014 a sostegno della mozione del presidente uscente Ugo Cappellacci. Inizialmente non eletto nel consiglio regionale della Sardegna, subentra poi al posto dello stesso Cappellacci.
Il 4 aprile 2019 viene nominato assessore regionale alla difesa dell'ambiente nella giunta del neo-presidente della Regione Christian Solinas.
Alle elezioni politiche anticipate del 2022 viene candidato alla Camera dei deputati nel collegio uninominale di Carbonia, sostenuto dalla coalizione di centro-destra in quota FdI, venendo eletto deputato con il 42,37% dei voti prevalendo sui candidati del centro-sinistra Franca Maria Fara (25,24%) e del Movimento 5 Stelle Loredana La Barbera (22,23%). Entra successivamente a far parte della commissione per l'ambiente, il territorio e i lavori pubblici, dimettendosi perciò da assessore il 25 novembre dello stesso anno.